# 상하이 항천기술연구원
상하이항천기술연구원(上海航天技术研究院, Shanghai Academy of Spaceflight Technology, SAST)는 중국 우주 기관이자 중국항천과기집단공사(CASC)의 산하 조직이다.
이 기관은 1961년 8월 1일에 상하이시제2기전공업국(上海市第二机电工业局, Shanghai Second Bureau of Electromechanical Industry)이라는 이름으로 설립되었다가 나중에 1993년 상하이항천기술연구원으로 이름이 변경되었다.

## 우주 비행 프로그램
SAST는 발사체와 부품을 설계, 개발 및 제조한다. 창정 2D, 창정 4 시리즈 전체 및 펑바오 1호 로켓을 설계하고 제조했다. 펑바오 1호는 세 개의 군사 위성을 발사했지만 자세한 내용은 공개되지 않았다. SAST는 1973년부터 1981년 사이에 펑바오 1호 실패에 대한 책임을 졌다.